# Одограф
Одограф — историческое название навигационного прибора, который осуществлял вывод информации о положении корабля (судна) на морскую навигационную карту, при этом автоматическая регистрация курса корабля (судна) и вычисление пройденного этим курсом расстояния производилось исходя из показаний гирокомпаса и корабельного лага. 
Электронавигационный прибор соединён проводами с гирокомпасом и лагом, автоматически прочерчивающий на карте путь, проходимый судном. Данные одографа приобретали особую ценность для кораблей ВМФ при производстве эволюций и во время боевого маневрирования, когда осуществление обычной прокладки курса затруднялось частыми изменениями скорости и направления движения. Однако, метод навигации с использованием одографа обладал рядом недостатков, например — не учитывал сноса судна из-за течений и ветра.
На современных плавсредствах функции одографа выполняются автопрокладчиками курса.
В честь навигационного прибора в ВМФ ВС Союза ССР был наименован средний разведывательный корабль проекта № 864 ССВ-175, позже переименован в «Виктор Леонов».